# Le Cuirassé Potemkine
Cet article concerne le film. Pour l'évènement historique, voir Mutinerie du cuirassé Potemkine.
Pour plus de détails, voir Fiche technique et Distribution.
Le Cuirassé Potemkine (en russe : Броненосец «Потёмкин», Bronenossets « Potiomkine ») est un film soviétique muet réalisé par Sergueï Eisenstein, sorti en 1925.
Il traite de la mutinerie du cuirassé Potemkine au mouillage devant le port d’Odessa en 1905, de l’insurrection et de la répression qui s’ensuivirent dans la ville. Le film fut très longtemps interdit dans de nombreux pays occidentaux pour cause de « propagande bolchevique » et « incitation à la violence de classe ». Il est considéré comme l'un des plus grands films de propagande de tous les temps. Il est choisi, en 1958, comme le meilleur film de tous les temps par 117 critiques internationaux lors de l’Exposition universelle de Bruxelles,. Le film est entré dans le domaine public dans la plupart des pays du monde.

## Synopsis
Le film se compose de cinq parties :
1. « Les hommes et les vers » (Люди и черви) : les marins du cuirassé russe Potemkine protestent contre le fait de manger de la viande pourrie ;
2. « Drame dans la baie » (Драма на тендре) : les marins et leur chef Vakoulintchouk se révoltent ; ce dernier meurt assassiné, abattu par un officier ;
3. « La mort demande justice » (Мёртвый взывает) : le corps de Vakoulintchouk est porté par la foule du peuple d'Odessa venue acclamer les marins comme des héros ;
4. « L'escalier d'Odessa » (Одесская лестница) : les soldats de la garde impériale massacrent la population d'Odessa dans un escalier qui semble interminable ;
5. « La rencontre avec l'escadre » (Встреча с эскадрой) : l'escadron qui a pour tâche d'arrêter la révolte du Potemkine refuse les ordres et se rallie aux mutins.

La révolte de l'équipage du cuirassé Potemkine, le 14 juin 1905 (27 juin dans le calendrier grégorien), pendant la révolution russe de 1905, est présentée comme précurseur de la révolution d'Octobre (1917) et du point de vue des insurgés.
Le cuirassé reproduit, dans le microcosme de son équipage, les clivages de la société russe et ses inégalités. L’une des causes de la mutinerie est la question de la nourriture. Les officiers présentés comme cyniques et cruels contraignent l’équipage à consommer de la viande avariée, alors qu’eux-mêmes maintiennent un train de vie privilégié parmi l’équipage (scène de la vaisselle, « Dieu, donne-moi mon pain quotidien »).

## Fiche technique
- Réalisateur : Sergueï Eisenstein

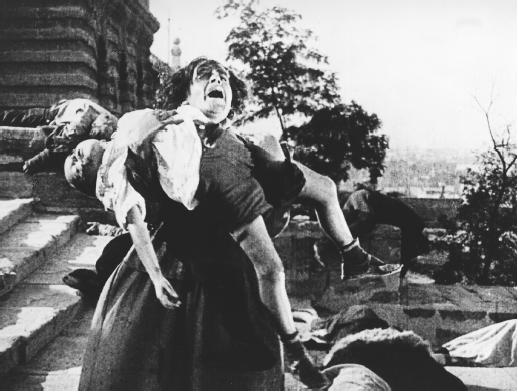
Scène du massacre de civils sur les marches de l'escalier monumental d'Odessa.

- Scénario : Sergueï Eisenstein d'après le récit de Nina Agadjanova-Choutko
- Montage : Grigori Alexandrov - Sergueï Eisenstein
- Décors : Vassili Rakhals
- Adjoints : A. Antonov; Mikhail Gomarov, A. Levshine, Maxime Schtrauch
- Sous-titres : Nikolaï Asseïev
- Musique : Edmund Meisel, Dmitri Chostakovitch, Nikolaï Krioukov
- Photo : Édouard Tissé - Vladimir Popov
- Production : Goskino (Moscou)
- Producteur : Jacob Bliokh
- Lieux de tournage : port et ville d'Odessa et de Sébastopol
- Distribution : Goskino - Mosfilm
- Format de production : 35 mm
- Format de projection : 1.33 : 1
- Pays d'origine :  Union soviétique
- Langue : muet et inter-titres en russe
- Genre : drame historique
- Durée : 68 à 80 min. selon les versions
- Dates de sortie : 
  - Union soviétique : 24 décembre 1925 (première mondiale au Théâtre Bolchoï de Moscou) ;
  - France : 12 novembre 1926 puis 1953 après la levée de l'interdiction totale ;

## Distribution
- Aleksandr Antonov : Grigory Vakoulintchouk (en), le marin bolchevique
- Vladimir Barsky : le commandant Golikov
- Grigori Alexandrov : le lieutenant Ippolit Guiliarovski (en), commandant en second
- Mikhail Gomorov : Afanasi Matushenko (en)
- Maxime Schtrauch : Fyodor Smirnov
- Alexandre Levchine : le second maître, officier mesquin
- Ivan Bobrov : un jeune marin, le « bleu », conscrit frappé durant son sommeil
- Nina Poltavseva : l'institutrice portant un lorgnon
- Constantin Isodorovitch Feldman : l'étudiant délégué par les révolutionnaires d'Odessa auprès de l'équipage du Potemkine (rôle réel qu'il avait tenu dans son existence)
- Julia Eisenstein : la femme au porcelet
- Sergueï Eisenstein : un citoyen d'Odessa
- Andreï Faït : une recrue
- Beatrice Vitoldi : la femme avec le landau

## Genèse du film

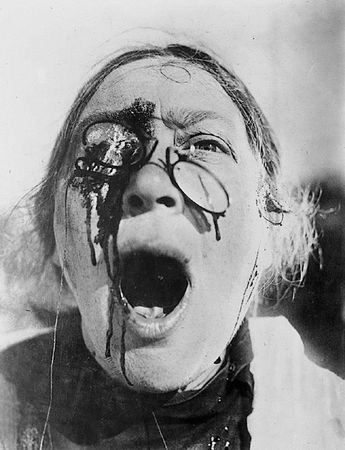
Visage de la garde d'enfant abattue par la garde tsariste.

Le Cuirassé Potemkine est un film de commande. En effet, la commission d'État commande un film à Sergueï Mikhaïlovitch Eisenstein pour célébrer le vingtième anniversaire de la révolution de 1905. C'est donc une œuvre didactique mais le réalisateur a gardé une grande liberté de création artistique pour évoquer le sujet. L'État soviétique décida de se servir du cinéma comme instrument de propagande mais les cinéastes, durant la période de la nouvelle politique économique (période d'assouplissement économique et politique engagée par Lénine), purent produire des films qui ne suivaient pas à la lettre la ligne du parti communiste. Eisenstein, qui avait réalisé l'année précédente un long métrage très remarqué, La Grève, eut quatre mois pour tourner et monter ce nouveau film. Il réduisit donc son scénario de départ, copieuse « monographie d'une époque » écrite en collaboration avec Nina Agadjanova, en centrant l'action sur un épisode et un seul : la mutinerie des matelots d'un navire de guerre en mer Noire, près du port d'Odessa, le 27 juin 1905.

## Censure

### Allemagne
Le 15 avril 1926, le général Hans von Seeckt interdit aux soldats de la Reichswehr d'aller voir ce film, accusant ce film de nuire à la discipline militaire.

### France
Le film fut frappé d'interdiction totale de 1927 à 1952 et ne pouvait être projeté qu'en ciné-club et cinémathèque. Il fut classé tous publics ensuite.

### Royaume-Uni
En 1926, la BBFC refusa d'accorder un visa d'exploitation pour projection publique à ce film pour cause de « sous-titres subversifs et propagande bolchévique » ("inflammatory subtitles and Bolshevist Proaganda"). Puis, il fut classé X en 1953 (interdit aux mineurs de 16 ans) et ne devint tous publics qu'en 1987.

### Union soviétique
Les citations de Léon Trotski furent supprimées des intertitres.

## Analyse
Après La Grève, sorti l’année précédente, Eisenstein continue d’expérimenter ses théories sur le montage. À l’origine une démarche de propagande, comme tous les films soviétiques de la période, le film a rencontré un énorme succès en Union soviétique et a marqué l’histoire du cinéma par ses inventions et qualités techniques, ainsi que par le souffle épique donné par Eisenstein.
Plusieurs versions sonores ont été superposées aux images muettes d’Eisenstein. Elles sont le fait de Dmitri Chostakovitch, Nikolaï Krioukov dans la version soviétique restaurée de 1976, et d'Edmund Meisel. C’est cette dernière version qui fut originellement utilisée. Eisenstein arrêta cependant sa participation avec Meisel le jour où une représentation à Londres — avec un rythme plus vif prodigué par Meisel — fit, à un moment donné, rire la salle entière. C’est alors que l’on se rend compte de l’importance de la concordance — ou non-concordance — entre image et son.
Une « nouvelle version » a été montrée au Festival du film de Berlin. Elle y inclut notamment des intertitres reprenant des discours de Trotski, retirés déjà à l’époque, celui-ci ne faisant pas partie du panthéon officiel du communisme voulu par Staline.
Le génie du montage est aussi son défaut. Eisenstein, qui s’était « fait la main » en remontant des films occidentaux, assimile la puissance du montage à celle du discours. Aujourd’hui, on voit ce montage de façon fragmentaire : il a été retouché de nombreuses fois, à des fins de propagande par le régime soviétique.

## La scène des escaliers

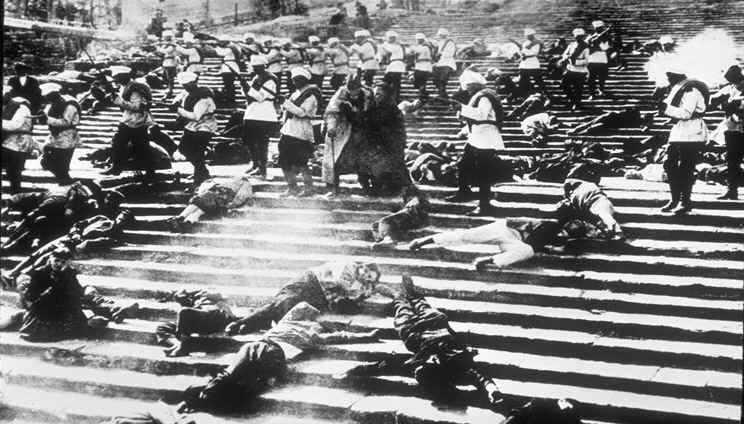
Scène du massacre de civils sur les marches de l'escalier monumental d'Odessa.

La scène la plus célèbre du film est le massacre de civils sur les marches de l’escalier monumental d’Odessa (également appelé le Primorsky ou l'« escalier du Potemkine »). Dans cette scène, les soldats tsaristes dans leurs tuniques d'été blanches semblent descendre l'escalier sans fin avec un pas rythmé comme des machines et tirant sur la foule. Un détachement de cosaques à cheval charge la foule en bas des escaliers. Les victimes qui apparaissent à l'écran sont une vieille femme avec un pince-nez, un jeune garçon avec sa mère, un étudiant en uniforme et une écolière adolescente. Cette scène dure six minutes. Le plan d'une mère, qui meurt sur le sol, lâchant un landau qui dévale les marches, utilise un travelling avant en plongée, façon de filmer révolutionnaire pour l’époque.
Dans la réalité, cette scène n'a jamais eu lieu. Eisenstein l'utilisa pour donner un effet dramatique au film, diaboliser la garde tsariste et le pouvoir politique en place. En 1991, la scène de l'escalier a été reprise par le photographe russe Alexey Titarenko pour dramatiser la souffrance humaine lors de l’effondrement de l’Union soviétique en 1991. Cependant, cette scène s'appuie sur le fait qu'il y eut beaucoup de manifestations à Odessa même (et non pas sur l'escalier), à la suite de l'arrivée du Potemkine dans son port. Le Times de Londres et le consul britannique rapportèrent que les troupes firent feu sur la foule, ce qui provoqua un nombre important de pertes en vies humaines (le nombre exact de victimes n'est pas connu).

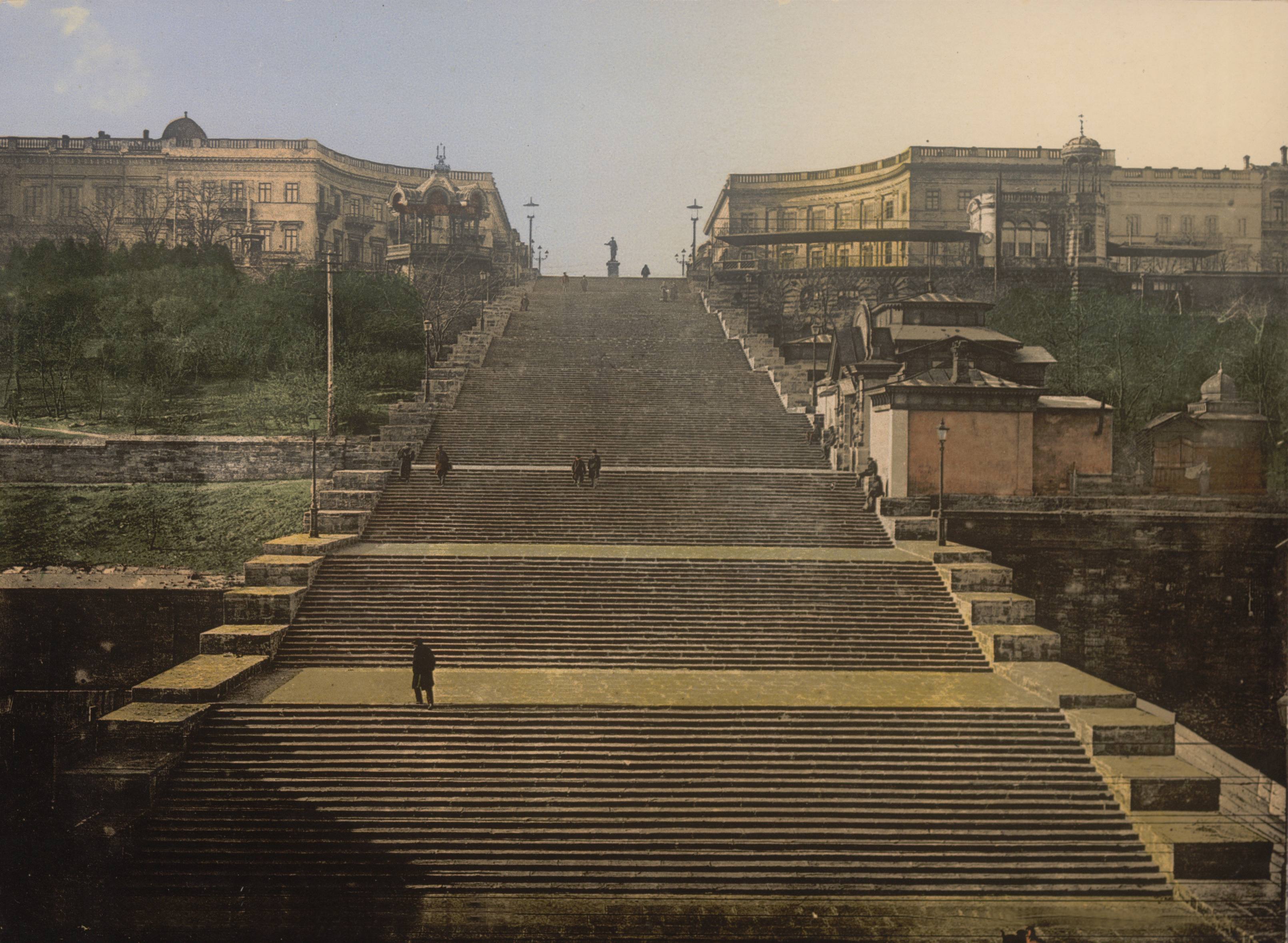
L’escalier d’Odessa, entre 1890 et 1900.
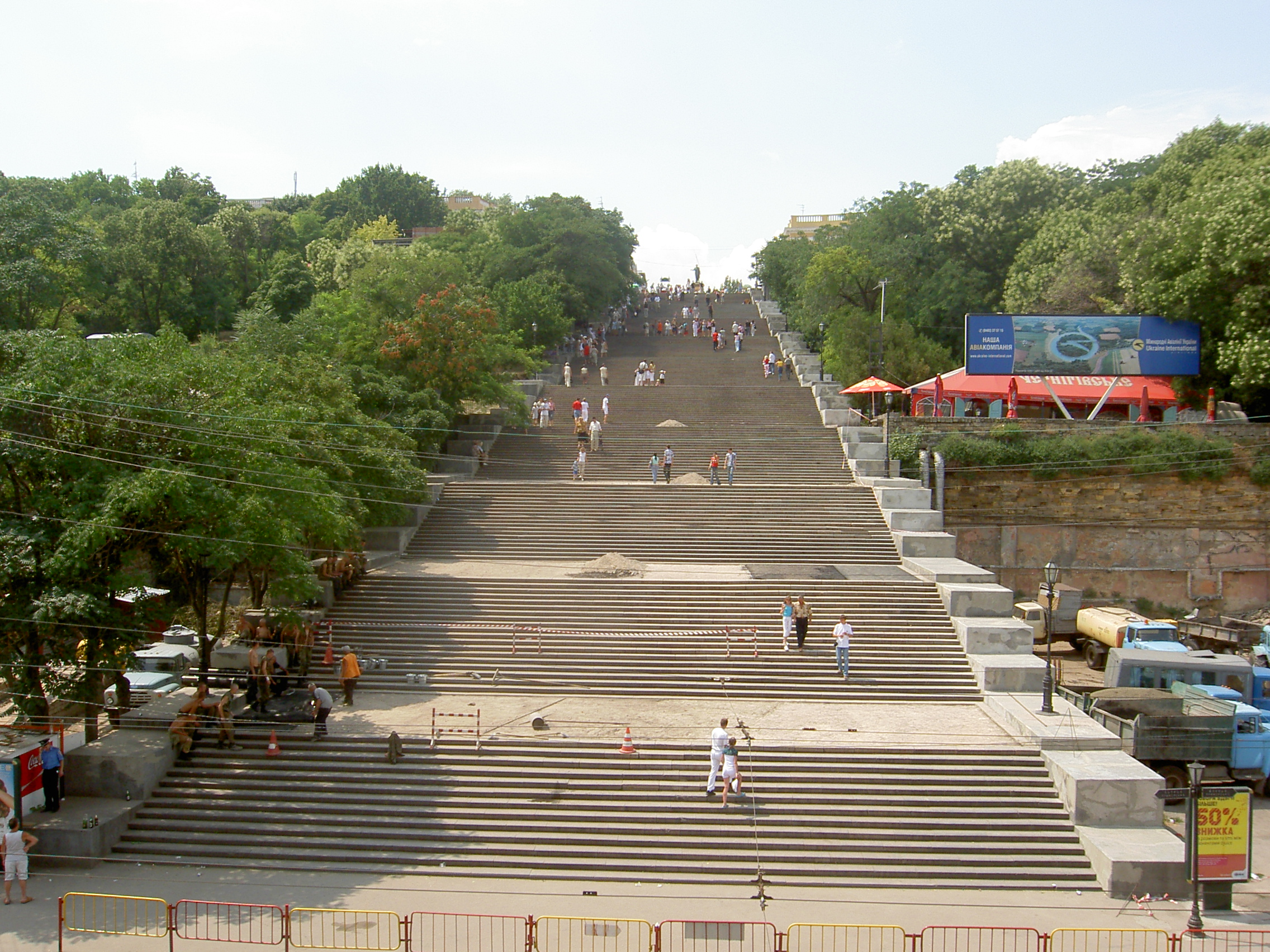
Le même escalier en 2005.

### Impact de la scène du landau sur la culture populaire

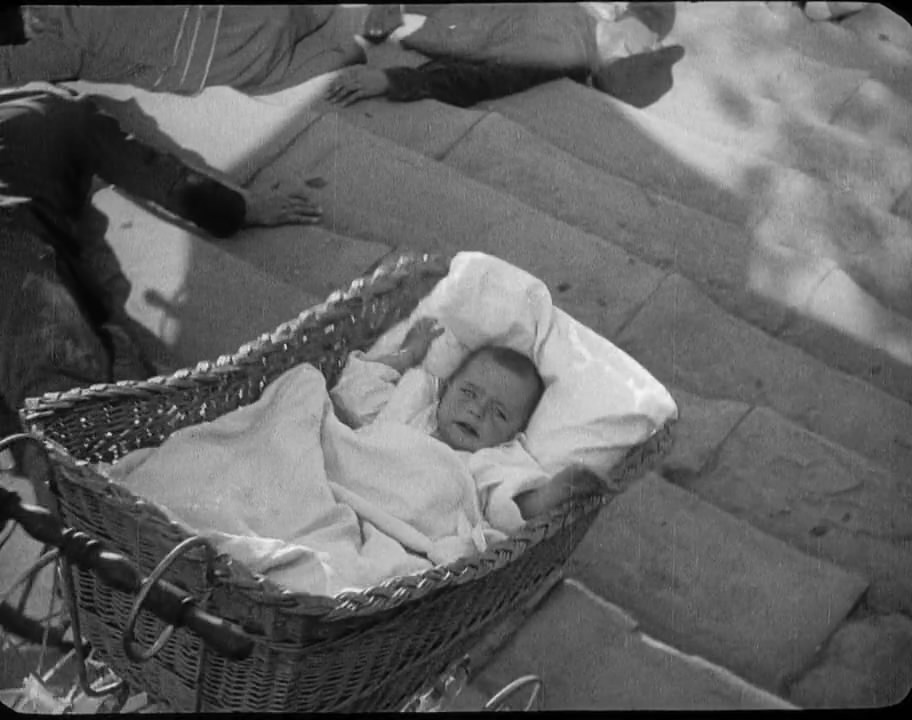
Le landau dans la célèbre scène de l’escalier monumental d’Odessa.

Le thème du landau échappant à la mère de famille et dévalant l'escalier sera repris par Brian De Palma dans Les Incorruptibles, à la différence que la scène est tournée au ralenti et dans une gare. Terry Gilliam, dans Brazil, a repris la scène, mais cette fois, c'est un aspirateur qui descend les marches après qu'une femme de ménage eut été tuée lors d'un échange de tirs consécutif à la libération de Sam Lowry.
Il fut également utilisé de manière parodique dans Les Simpson ou encore par Woody Allen dans Guerre et Amour, ainsi que dans Bananas, par David Zucker dans Y a-t-il un flic pour sauver Hollywood ? (qui parodie, en fait, Les Incorruptibles), par Ettore Scola dans Nous nous sommes tant aimés, par les Nuls dans La Cité de la peur, par Anno Saul dans Kebab Connection ainsi que par Peter Jackson dans Braindead[réf. nécessaire]. Le groupe canadien Arcade Fire a également repris la scène de l'escalier dans le clip vidéo pour illustrer leur morceau intitulé Intervention sur l'album Neon Bible.

## Influence
Outre les citations de la scène du landau, le film a eu une grande influence sur les cinéastes du XXe siècle.
Ousmane Sembène cite deux fois Le Cuirassé Potemkine dans son film Camp de Thiaroye, par une scène où les tirailleurs protestent contre la qualité exécrable de la nourriture qui leur est distribuée, et par la scène finale du massacre. Il a reçu une formation cinématographique en URSS dans les années 1960.

## Autour du film

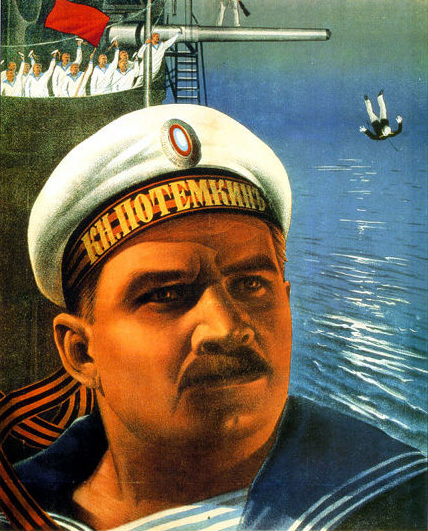
Affiche de 1927 éditée par Goskino Films.

- Dolly Rudeman, graphiste et affichiste néerlandaise réalise sa première affiche de cinéma le « dangereux cosaque » pour Le Cuirassé Potemkine sorti en 1925 et projeté dans les salles hollandaises en septembre 1926. Quelque 7 500 exemplaires sont imprimés pour la promotion du film, chiffre inédit[13],[14].
- « Conçu pour commémorer l'anniversaire de la révolution manquée de 1905, le film devait à l'origine, sous le titre de L'Année 1905, évoquer l'ensemble des événements qui l'avaient marquée. Toutefois, prisonnier des délais qui lui ont été imposés — le film doit être terminé avant la fin de l'année — et retardé par des conditions météorologiques exécrables, Eisenstein décide d'abandonner le scénario initial et de ne retenir que l'épisode de la mutinerie du Potemkine, celui-ci présentant l'avantage de pouvoir être tourné sur la mer Noire, où le temps est plus clément. » — Extrait de la brochure Ciné…club, directeur de la publication : Jean-François Davy.
- Julia Eisenstein, qui joue le rôle d'une femme qui tient un porcelet, est la mère du réalisateur.
- Pour se documenter sur les faits historiques concernant les émeutes à Odessa et la mutinerie du Potemkine, Eisenstein obtient de la revue L'Illustration[réf. nécessaire] une grande quantité d'articles rédigés par ses envoyés spéciaux et de photographies prises par ses reporters.
- L'année de sa sortie en Suisse, le film est empêché de visionnage dans le Canton de Vaud sur initiative de son chef de la police de sûreté Robert Jaquillard[15].